# شوارتسنباخ آن در زاله
شهر شوارتسنباخ آن در زاله (به آلمانی: Schwarzenbach an der Saale) در ایالت بایرن در کشور آلمان واقع شده‌است.